# Perched Rock Tarn
Der Perched Rock Tarn ist ein kleiner See an der Ingrid-Christensen-Küste des ostantarktischen Prinzessin-Elisabeth-Lands. Er ist der nördliche zweier kleiner Seen 0,9 km westlich des Collerson Lake auf der Breidnes-Halbinsel in den Vestfoldbergen. Der See ist eine Landmarke auf der Route von der Davis-Station zu den Ellis Rapids.
Das Antarctic Names Committee of Australia benannte ihn in Anlehnung an die deskriptive Benennung des benachbarten Perched Rock.